# Peritric
Els peritrics (del llatí: Peritrichia) són un gran grup de protozoans ciliats. Normalment tenen forma de disc o campana amb una prominent membrana paroral que sorgeix de la cavitat oral i encercla en sentit horari la part anteior de la cèl·lula, acompanyada per petites sèries de membranel·les. La cavitat oral té forma d'embut amb un vacúol contràctil que hi descarrega directament. La resta del cos no està ciliat, excepte en la banda telotroca.

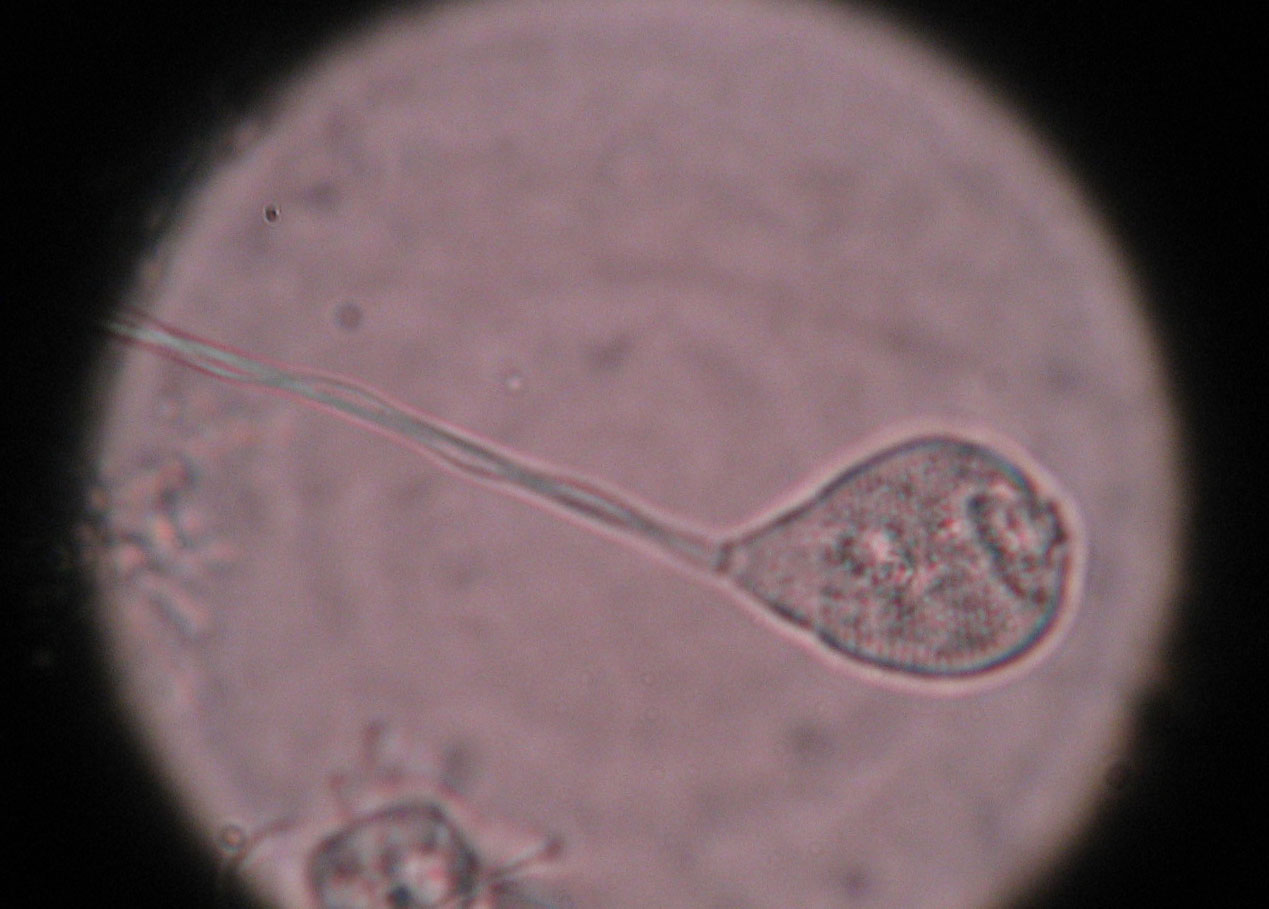
Vorticella collserola

L'ordre més gran dels peritrícs és els Sessilida. Són corrents en aigües dolces i molts viuen enganxats a plantes i animals. Vorticella és un dels gèneres més coneguts.
Els altres perítrics formen l'ordre Mobilida. Alguns poden ser patògens en altes poblacions.
Els perítrics van ser definits primer per Friedrich von Stein el 1859. Inicialment van ser considerats espiròtrics.